# Douglas Bader
Sir Douglas Robert Steuart Bader (født 21. februar 1910, død 5. september 1982) var en engelsk oberst, der var en af Royal Air Forces mest succesfulde flyver-esser under anden verdenskrig. 
Det vides med sikkerhed, at Bader egenhændigt skød tyve fjendtlige fly ned samt medvirkede til yderligere fire nedskydninger. Desuden er det sandsynligt, at han skød yderligere seks fly ned alene samt medvirkede til endnu en nedskydning. Endelig beskadigede han elleve fly.[kilde mangler]
Douglas Bader kom ind i RAF i 1928. Den 14. december 1931 forulykkede han med et fly nær Reading, og mistede i den anledning begge sine ben. Han kom i genoptræning og bestod checkflyvninger, hvorefter han forsøgte at genoptage karrieren i RAF. Han blev dog hjemsendt af lægelige årsager i 1933. 
Ved anden verdenskrigs udbrud i 1939 søgte han tilbage til RAF og kom i første omgang ind i en Spitfire-eskadrille, der dækkede evakueringen ved Dunkerque i 1940, hvor han opnåede sin første nedskydning. 
Han blev venner med Air Vice-Marshal Trafford Leigh-Mallory, hvis ide om "Store formationer" ("Big Wing") han varmt støttede. Dette bragte de to i opposition til luftstaben, men Bader fortsatte sine togter over tyske og tyskbesatte områder. Under et af disse togter blev han i august 1941 skudt ned og taget som krigsfange. Under sit fangenskab blev han venner med det tyske flyver-es Adolf Galland, men ellers brugte han mest mulig energi på at gøre livet surt for sine fangevogtere. Blandt andet lykkedes det ham at undslippe fangenskabet, men han blev dog fanget igen og derpå indsat i Schloß Colditz beregnet til flugtkonger.
Her sad han, indtil amerikanske tropper befriede fangerne på slottet i april 1945, og han anmodede straks om at blive genindsat i aktiv tjeneste, hvilket dog blev nægtet. Han forlod endegyldigt RAF i februar 1946, hvorpå han arbejdede resten af livet i olieindustrien. 
Hans meriter blev meget beundret og genstand for filmatisering i Reach for the Sky (1956; dansk: Himmelhunden). I sit senere liv brugte han meget tid på at støtte handicappedes sag, og han blev i 1976 adlet for sin indsats. Han fortsatte med at flyve, indtil han blev pensioneret i 1979.